# The Dynamics
The Dynamics, composé de 3 chanteurs et musiciens, est un groupe originaire de Lyon. Formé en 2003 à la suite de la sortie de Steve Mc Queen, ils témoignent de la fascination qu’exerce la soul américaine sur la musique jamaïcaine.

## Membres
- Mr Day (chant, guitare)

Aujourd’hui un chanteur reconnu en France et à l'international, influencé notamment par Smokey Robinson ou Curtis Mayfield, il a également formé un groupe éponyme aux sonorités plus soul.  Il travaille sur différents labels (Favorite/Big Single-FR Rotax-FR, Glasgow Underground-Royaume-Uni, Guidance-US, Acid Jazz-Royaume-Uni). 
- Mounam (chant)

Originaire du Cameroun, elle est la seule femme du groupe. Depuis 1992, elle est présente sur la scène internationale dans différents styles afro-américains et prête sa voix lors de featuring studio ou scène auprès de Zora Young, MJA, Colorblind, Mr President et Nu Tropic, Slovo et Quasimode
- Stevie Levi (chant)

Originaire de Bristol, et grand habitué des sound-systems britanniques, il s’est installé à lyon pour rejoindre The Dynamics. Autant influencé par Horace Andy que par Marvin Gaye, il compose beaucoup des chansons intérprétées par le groupe.
- Mr Flab Masta (machines, guitare, effets)

Originaire de Boston, il se décrit comme un musicien colporteur. Fort de son expérience d’ingénieur du son, globe trotteur ces 12 dernières années, il apporte une utilisation originale des effets. Sur scène, il utilise un équipement vintage et fournit au son du groupe une couleur dub. 
Plus en Live et en tournée, des musiciens supplémentaires à la Basse et à la Batterie

## Discographie
- 180 000 Miles and Counting - big Single Album

- « La Poupée qui fait non » - Big Single- 2010   « Downtown Barkings » - Big Single 2009 « Bring me up/Miracles » - Big Single 2009 « Mr Day/Dynamics - Tears of joy » - Favorite – 2009 « Re:Jazz/Dynamics – Twiggy » - Infracom – 2008 « Sweet Vandals/Dynamics - Too much » - Unique 2008

«Version Excursion »- LP – Big Single/ Groove Attack – 2007 
« Le Peuple de L'Herbe/Dynamics - Judge not » - PIAS - 2007 « Seven nation army - Patchworks remix » - Big Single -2007 « Guts/Dynamics - Living is easy » - Wax On Records – 2007 « Whole Lotta Love » EP - Groove Attack – 2007 « Land of a 1000 dances » - Big single - 2007 « Nicole Willis/Dynamics - 4 Leaf clover/feelin' free » - ATC records – 2007 « Miss you/90% of me » - Big single –2007 « Music » - Big Single – 2007 « Seven nation army/move on up » - Big Single - 2006

## Tournée
À la suite de la sortie de leur premier album en 2007 « Version excursion », les membres de The Dynamics, sous forme de sound system, ont effectué une tournée de 2 ans 1/2 en Europe ainsi qu'au Japon.
Puis en tournée jusqu'en 2017, viens s'ajouter au Live un Batteur et un Bassiste.